# Maimädchen

Geschmücktes Maimädchen

Maimädchen wurden im Brauchtum junge Mädchen genannt, die zum 1. Mai singend und mit einem Blumenkranz im Haar durch die Dorfstraßen zogen, um Gaben zu sammeln. Zu den unterschiedlichen Gebräuchen gehörten das Maisingen, das herumtragen geschmückter Maibäumchen (Birkenzweige) oder in anderen Gebieten der Maikerl, der ein Gestell mit Maigrün trug. In Dannenbüttel wird dieser Brauch noch gepflegt. Eine weitere Bedeutung hat sich im Zusammenhang mit der zum Beginn des Frühlings in vielen Gegenden überlieferten Form der Jungfrauenversteigerung etabliert. Das Maimädchen wird auch Maifrau oder Maibraut genannt.

## Mailien oder Mailehen, Jungfernversteigerung
Im Kölner Raum wurden Anfang Mai in den Wirtshäusern Mädchen versteigert. Hierfür wählten die jungen Burschen einen Vorsitzenden, der die Versteigerung leitete. Nun wurden die Mädchen, die dabei nicht anwesend waren, feilgeboten. Die Versteigerung begann mit der Verkündung, dass jeder Anwesende sich nach altem Brauch eines der Maimädchen ersteigern müsse. Dabei erhielt derjenige den Zuschlag, der die meisten Taler für seine Favoritin bot. Gezahlt wurde allerdings nicht in Talern, sondern in Pfennigen, die der Anzahl Taler entsprachen und in eine gemeinschaftliche Kasse flossen. Dem Burschen wurde das ersteigerte Mädchen feierlich zugesprochen, was ihm die Gelegenheit einräumte, sein Maimädchen ein Jahr lang zu allen Dorffestlichkeiten auszuführen. Er ersteigerte sich somit das Recht, sich dem Mädchen zu nähern. Dasjenige Mädchen, das den höchsten Preis erzielte, wurde für das folgende Jahr zur Maikönigin erklärt.

### Mailien verbrennen
In einigen Ortschaften im Siebengebirge wurde am Ende der Versteigerung die Verbindung zu den Maimädchen aus dem Vorjahr in der Nacht auf einen Hügel durch einen Abgesang und die symbolische Verbrennung von Strohpuppen beschlossen. Dies diente dazu, das vorherige Recht an diesen Mädchen sichtbar zu annullieren. Anschließend gingen die Burschen in den Wald, um für das neu ersteigerte Mädchen einen Maibaum oder Maibaumreis zu schneiden und dem Mädchen vor das Haus zu pflanzen.

### Wortherkunft
Der Namen Mailien stammt vom Monat Mai und lienen was leihen, lehnen meint. Die Mädchen wurden quasi von den Jungen nur auf Zeit „gelient“ = ausgeliehen, d. h. als Lehn übertragen, weshalb es auch als Mailehen bezeichnet wurde.

### Ursprung des Brauches
Carl Rademacher sah als Ursprung dieses Brauches die Mädchenversteigerungen in Westafrika, syrische Töchterhütten oder einen alten Brauch des Angebots käuflicher Frauen aus Altbabylon an, der durch Herodot überliefert. Herodot berichtet, dass in Babylon die Mädchen, reiche und arme, schöne und hässliche öffentlich versteigert wurden, um so eine Ehe zu schließen. Dabei erzielten schöne oder reiche Mädchen höhere Preise als die anderen. Für jedes Mädchen wurde ein Mindestgebot festgesetzt, die Summe, die darüber hinaus geboten wurde, wurde den Mädchen als Mitgift mitgegeben. Im Mailien hat sich dies zum Teil überliefert, so ersteigert sich der junge Mann öffentlich eine Art Recht auf das Maimädchen. Dieser bietet dabei nur auf ein Mädchen, dessen Liebe er gewinnen möchte.
Nachgewiesen ist die Jungfernversteigerung auch in der kölnischen Fastnacht des 16. Jahrhunderts. Herrmann Weinsberg berichtet 1538, dass er in der Fastnacht eine Jungfrau gegen Geld zum Lehen bekam, mit der er über die Fastnachtszeit tanzen durfte. Manche Lehen gingen auch länger, ihr Ziel war die Eheanbahnung.
Dieser Brauch der Mädchenversteigerung, der bis heute noch in einigen Dörfern im Kölner Raum durchgeführt wird, wird von einigen sehr kritisch gesehen. Er bedeutete eine Demütigung der Frauen, deren Wert auf den Versteigerungen taxiert wurde. Frauen, die nur einen geringen Preis erzielt hatten, wurden zum Gespött der Gemeinschaft. Da dieser Brauch nicht mehr mit dem modernen Frauenbild vereinbar war, wurde er in den meisten Orten abgeschafft.

## Rezeption
Maimädchen im Gedicht
- Karl Gotthard Graß: Die Pilgerin oder das Maimädchen. Romanze aus einem rhapsodischen Gedichte. Der Geist mit der Lampe oder die heiligen Nächte. In: Livona. Ein historisch-poetisches Taschenbuch für die deutsch-russischen Ostseeprovinzen. Friedrich Meinshausen, Riga / Dorpat 1812, S. 81–83 (Textarchiv – Internet Archive – Mit Notenblatt auf S. 80 Musik komponiert von A. Preis).

Zum Thema der Jungfrauenversteigerung und dem Mailehen wurden unter anderem Erzählungen oder Lustspiele verfasst.
- W. O. von Horn: Das Mailehen. In: Johannes Erler, A. Wiegand (Hrsg.): Gesammelte Volkserzählungen. Band 3. S.-A. Geibel Verlag, Altenburg 1907 (books.google.de).
- Florentine Gebhardt: Das Mailehen. Ein heiteres Spiel f. Volk u. reifere Jugend (= Jugend- und Volksbühne. Heft 448). A. Strauch, Leipzig 1926, OCLC 72527223.
- Heinrich Ruppel: Mailehen: Spiel in zwei Aufzügen. Nach einem hessischen Volksbrauch (= Jungvolk- und Vereinsbühne. Heft 68). Bernecker, Melsungen 1939, OCLC 177177614.